# Foro romano provincial de Mérida
El foro romano provincial de Mérida fue construido en la colonia romana de Augusta Emerita, fundada en el 25 a. C. por Octavio Augusto, para los soldados eméritos licenciados del ejército romano, dos legiones veteranas de las guerras cántabras: Legio V Alaudae y Legio X Gemina. La ciudad fue la capital de la provincia romana de Lusitania. El término emeritus significaba en latín "retirado" y se refería a los soldados jubilados con honor.

## Historia
La ciudad disponía de dos foros, el Foro Municipal de Mérida y el Foro Provincial, este último le correspondía debido a que era capital de la provincia de Lusitania.
El Foro Provincial se construyó en el año 50 d.c.

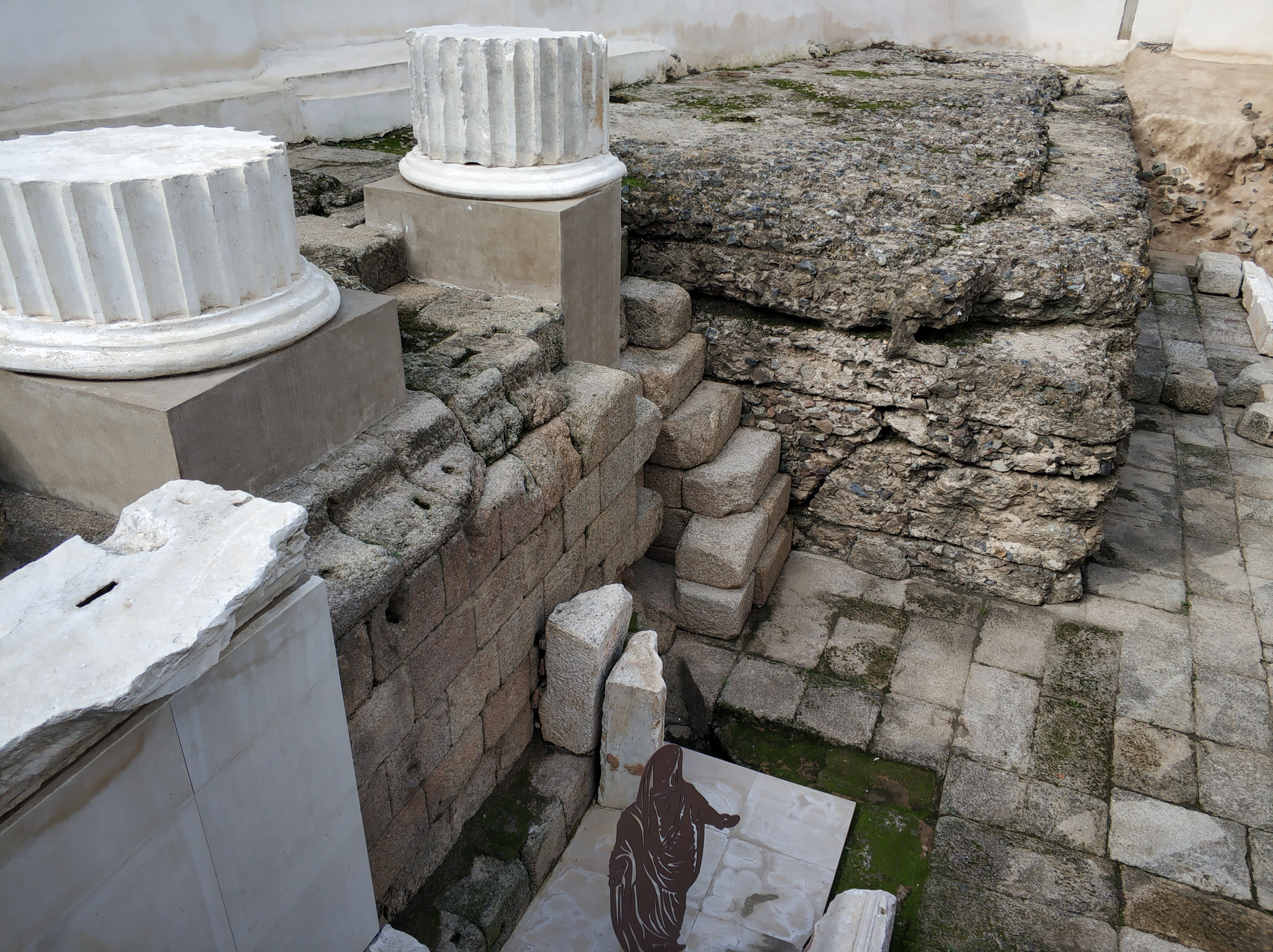
Esquina del Templo Imperial encontrado en la Calle Holguín. Se conserva sobre todo el material de relleno empleado en la construcción, además del recubrimiento de granito en la zona delantera.

## Características
Una gran plaza delimitada por un pórtico monumental que poseía en el centro un gran templo. La plaza, a la que se accedía por el arco de Trajano. 
Edificios del foro:
- El Arco de Trajano, situado al final del Kardo Maximus, (la vía principal de Augusta Emerita), se cree que delimitaba la entrada al Foro Provincial.
- El hallazgo de los restos de un templo basilical de "cella barlonga" construido por Tiberio, (podio, zócalos moldurados, partes de capiteles en la actual C/Holguín que hubiera formado parte del recinto del Foro y que era idéntico al Templo de la Concordia del Foro Romano de Roma.

A mediados del siglo I d. C. se inician las obras de marmorización del Foro Provincial en época del emperador Claudio, aprovechando el período de crecimiento económico en toda la Hispania Romana.

## Debate sobre la existencia de dos foros en la ciudad
Desde los inicios de la república romana, la configuración de cualquier ciudad romana de nueva planta se hacía estableciendo sus límites, con una gran plaza central desde la cual saldrían sus dos calles principales. Puesto que Emérita Augusta se fundó como colonia, su distribución se haría conforme a los estándares de la época, con un único foro. No fue hasta el año 1976, bimilenario de la ciudad, cuando el arqueólogo Almagro Bash propuso la existencia de un segundo foro, el Foro Provincial, en un área al que daba acceso el mal llamado Arco de Trajano. La aparición de los restos del templo de culto imperial en 1983 en la calle Holguín reforzarían esta idea. Sin embargo, actualmente continúa en estudio esta teoría, sobre si existió el Foro Provincial o si se trataba de una plaza pública dedicada al culto imperial.

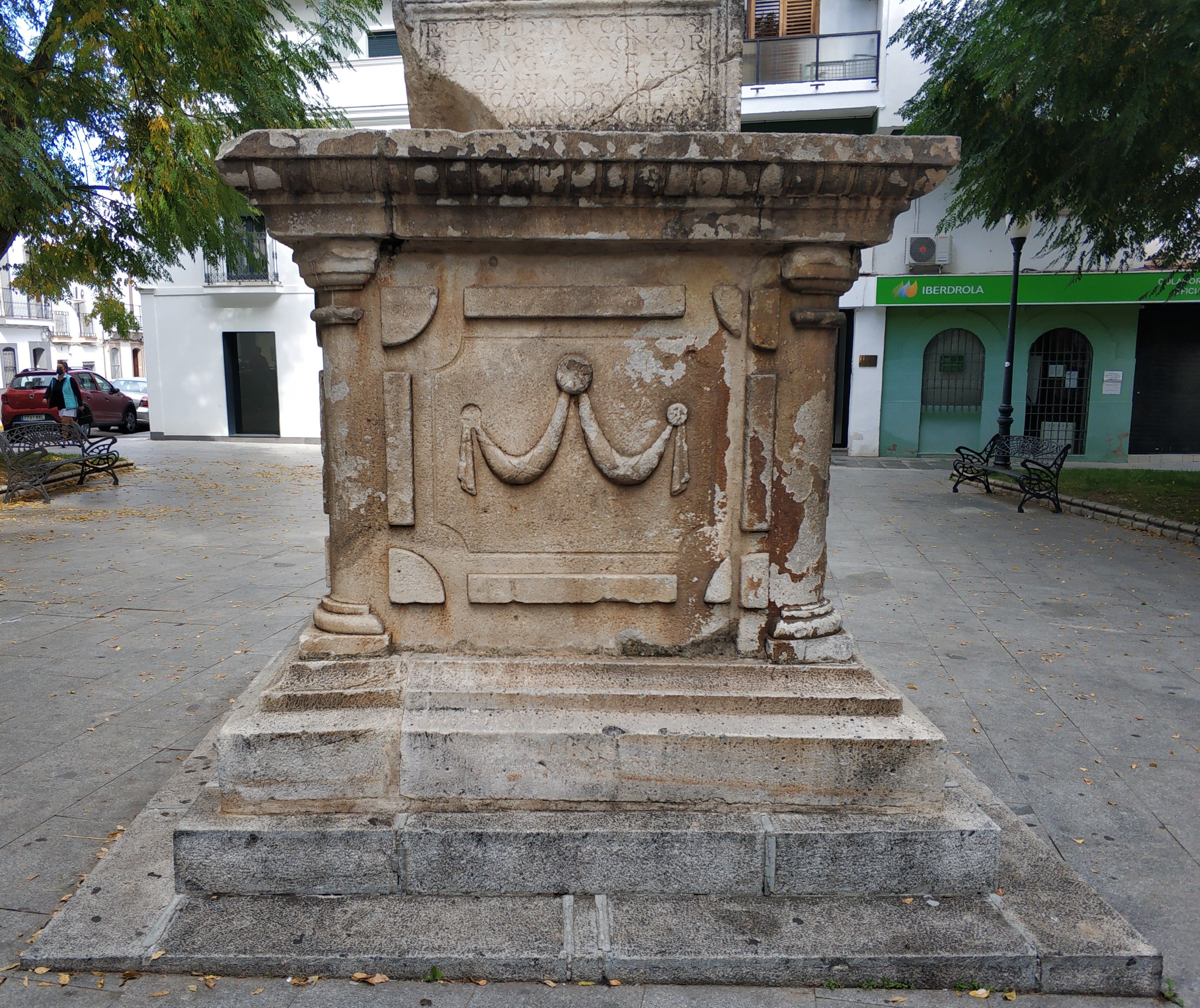
Altar perteneciente al Templo Imperial, reutilizado en 1633 como base del Obelisco a Santa Eulalia de Mérida.

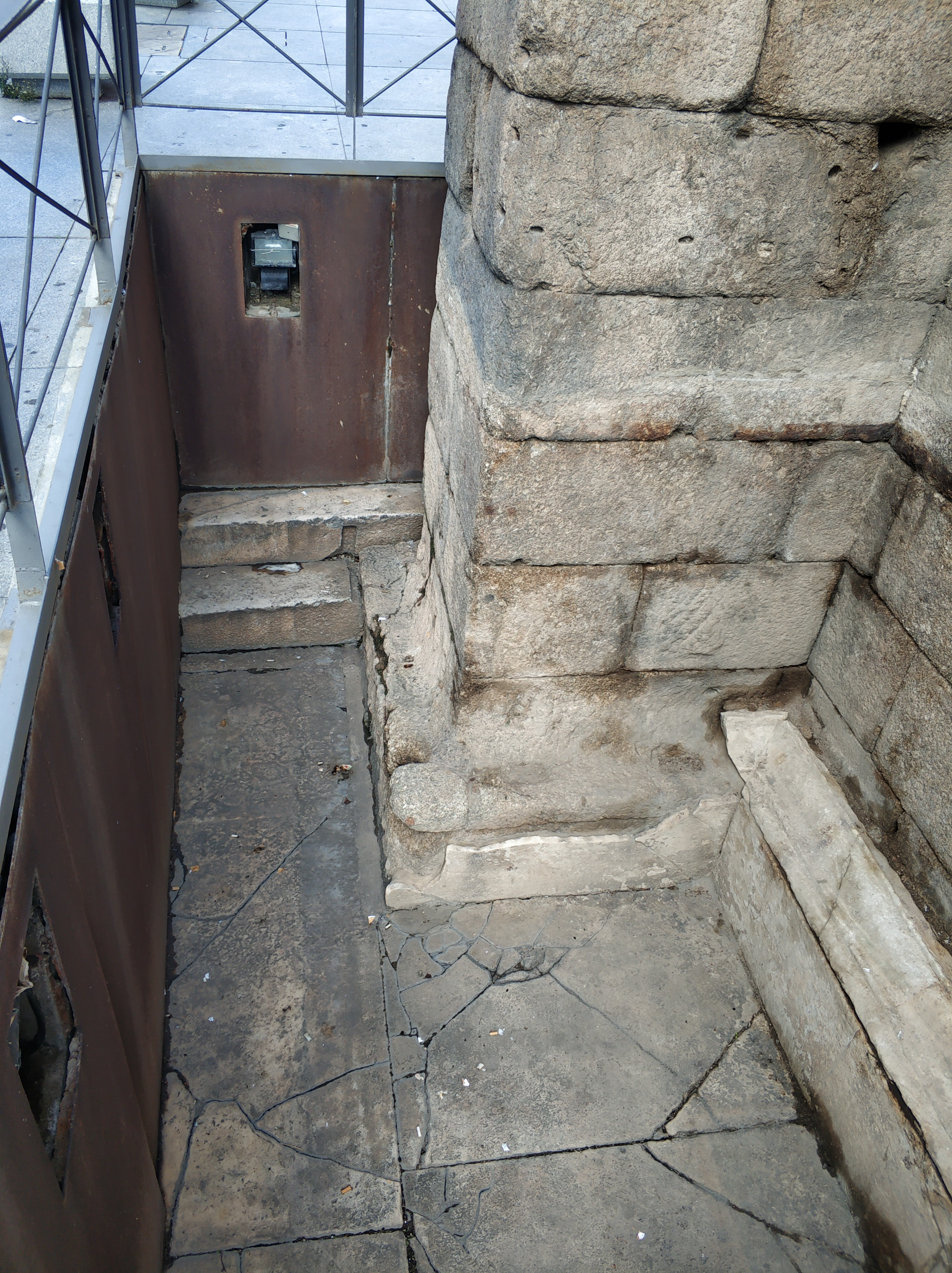
Mampostería original de la calzada debajo del Arco de Trajano. Se observan los escalones de acceso a la plaza porticada.

El Foro Municipal sería el único foro de la ciudad, ya que se trata no sólo del más antiguo, sino el que contenía todas las edificaciones civiles, administrativas, jurídicas y religiosas. Estas mismas edificaciones servirían tanto para el control de la provincia como de la propia ciudad. Además, se encuentra construido en el punto más alto de la ciudad, a modo de acrópolis, y a partir de la cual se iniciaban tanto el Cardo Maximus como el Decumanus Maximus, que describirían el urbanismo de la ciudad. Años más tarde, los distintos pueblos que ocuparon Mérida (Godos, Vándalos, Alanos, Suevos, Visigodos y pueblos norteafricanos) utilizaron este mismo recinto como sede del poder político tanto para sus respectivas demarcaciones como para el control de la ciudad, hasta la desmantelación de la ciudad por Abderramán II y el traslado del centro de poder al interior de la Alcazaba.
El nombrado "Foro Provincial" se construyó en el siglo I d. C. cuando el emperador Tiberio decidió crear la nueva religión imperial, en la cual el Emperador adquiría el rango de divinidad (como medio político de centralizar el poder y, en cierta medida, alejarlo del concepto de monarquía que tanto repudiaba el pueblo de Roma). Para expandir esta nueva religión, se ordenó que las ciudades más importantes contaran con recintos donde se diera culto al Emperador, con edificios notables que sobresalieran en la ciudad. En Emérita Augusta, se derribaron varias manzanas de edificios y se comenzó la construcción de una plaza porticada con una gran entrada (Arco de Trajano) y un templo en honor al Emperador. Los restos de este templo se encuentran en la actual calle Holguín, aunque debido a su tamaño se podrían encontrar restos en calles adyacentes. Puesto que en este recinto no había edificios administrativos ni de carácter legislativo, los investigadores sostienen que no se trató de ningún Foro, sino de una plaza pública de carácter religioso. 
Otra de las razones que exponen para mostrar que este "foro" carecía de la importancia debida para ser considerada como tal, es que tras la implantación del Cristianismo como religión oficial, el templo imperial fue perdiendo importancia hasta su clausura, momento a partir del cual fue desmantelado y sus restos fueron reaprovechados para la construcción de viviendas, algunas adosadas al basamento del propio templo y de los muros de la plaza. Debido a que Emérita Augusta obtuvo mayor importancia en los últimos años del Imperio, al ser la sede de la Diócesis Hispaniarum y hogar del Vicarius, no tiene ninguna lógica que coincida con el período de desmantelamiento de la plaza, cuando debería de tener mayor protagonismo.